# Walburgis de Rietberg
La condesa Walburgis de Rietberg (1555/56, Rietberg - 26 de mayo de 1586, Esens) fue entre 1565-1576 y entre 1584-1586 condesa de Rietberg.

## Biografía
Walburgis era la segunda hija del Conde Juan II de Rietberg y de Inés de Bentheim-Steinfurt en Rietberg. Tras el nacimiento de Juan Edzard, su último vástago y único hijo varón, Walburgis necesitó recuperarse y se trasladó de Esens a Wittmund. Un poco tiempo después, retornó de nuevo a Esens, donde murió el 26 de mayo de 1586 a la edad de 30 años. Fue enterrada en la Iglesia de San Magnus en Esens. Con su muerte, la línea de Rietberg de la Casa de Werl-Arnsberg se extinguió.
Después de la muerte de Walburgis crecieron los rumores de que le habían entregado una sopa envenenada. Bajo tortura, una de las tres mujeres sospechosas del crimen confesó. Aunque los doctores certificaron una muerte natural, las tres sospechosas fueron quemadas en la hoguera el 11 de mayo de 1586.

## Matrimonio e hijos

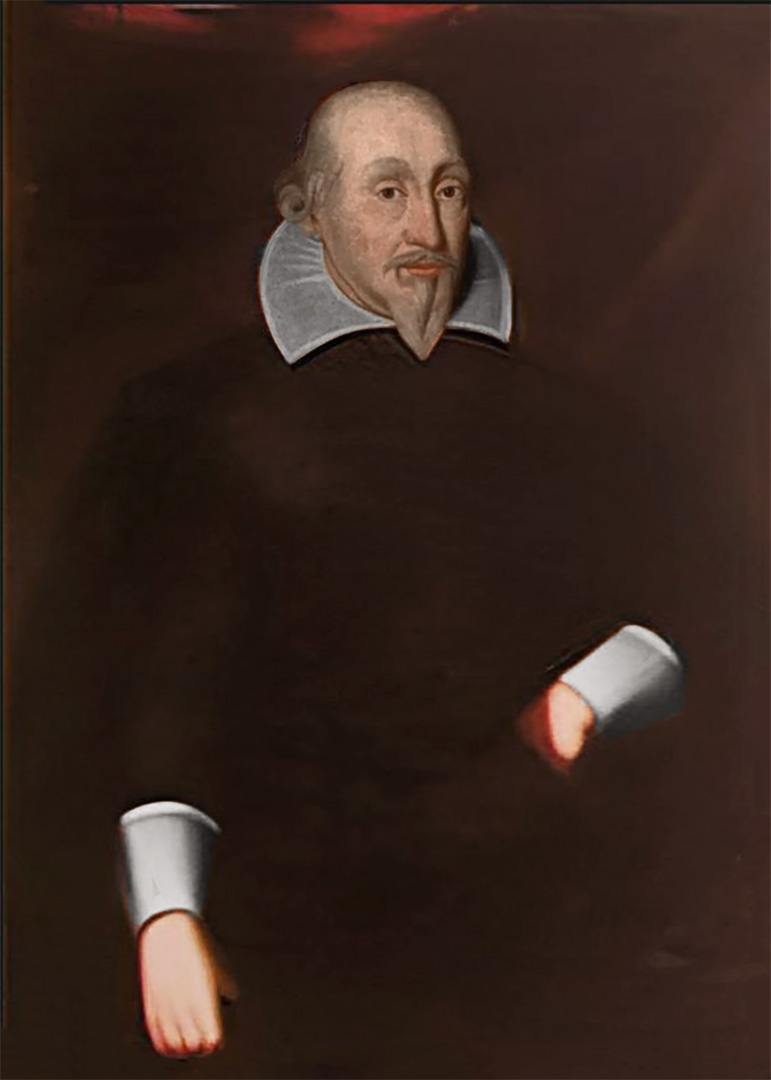
El Conde Enno III de Frisia Oriental, el marido de Walburgis.

El 1 de mayo de 1577, a la edad de 21 años, Walburgis se comprometió con el Conde Enno III de Frisia Oriental, quien tenía entonces 14 años. La boda se celebró el 28 de enero de 1581, cuando Enno tuvo 18 años. De este matrimonio, ella tuvo tres hijos:
- Sabina Catalina (11 de agosto de 1582 - 31 de mayo de 1618); desposó el 4 de marzo de 1601 a su tío el Conde Juan III de Frisia Oriental (1566 -  29 de septiembre de 1625).
- Inés (1 de enero de 1584 - 28 de febrero de 1616); desposó el 15 de agosto de 1603 al príncipe Gundahario de Liechtenstein (30 de enero de 1580 - 5 de agosto de 1658).
- Juan Edzardo (2 de marzo de 1586 - 13 de marzo de 1586), enterrado en la Iglesia de San Magnus en Esens.